# 袋唇鱼
袋唇鱼（学名：Paraspinibarbus hekouensis）为鲤科袋唇鱼属的鱼类，俗名江鲫，是中国的特有物种。分布于越南的红河以及元江水系等，主要生活于流水河段。该物种的模式产地在云南河口。其种加词“hekouensis”意为“云南红河州河口县的”。